# ثنائي القطب حلقي ديناميكي

## ثنائي القطب حلقي ديناميكي
في الديناميكا الكهربائية الكلاسيكية، ينشأ ثنائي القطب الحلقي الديناميكي من تيارات تعتمد على الزمن تتدفق على طول الاتجاه البولويدي على سطح الحيد. في ميكانيكا الكم النسبية، يجب أن تؤخذ في الاعتبار مساهمات الدوران في ثنائي القطب الحلقي. تعتبر لحظات ثنائي القطب الحلقية غريبة في ظل تماثلات التكافؤ والانعكاس الزمني. يتميز ثنائي القطب الحلقي الديناميكي عن ثنائي القطب الحلقي الثابت الذي قدمه زيلدوفيتش في عام 1957 تحت اسم أنابول الساكن.

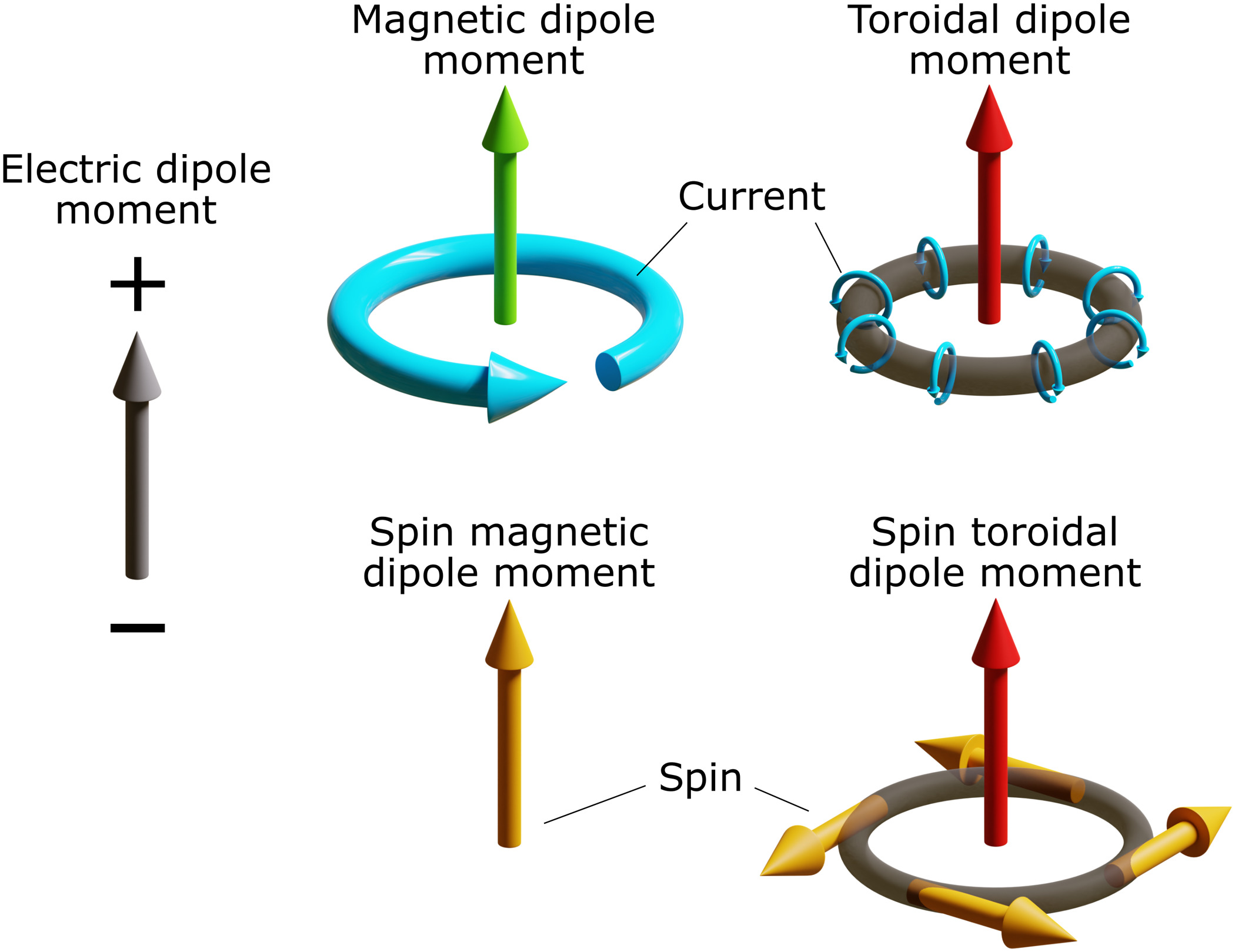
الرسوم التوضيحية التخطيطية لثنائيات القطب الكهربائية الساكنة والمغناطيسية والحلقية في الديناميكا الكهربائية الكلاسيكية. في فيزياء الكم النسبية، بصرف النظر عن العزوم المغناطيسية والحلقية الناجمة عن تيارات الشحن، يجب أخذ الدوران في الاعتبار لأنه يمكن أن يساهم أيضًا في العزم ثنائي القطب الحلقي. الصورة التي أنشأها دييغو ب. أروجو (Biosteam)

تم تقديم الأقطاب الحلقية الديناميكية المتعددة نظرياً في السبعينيات في سياق التوسع الكامل متعدد الأقطاب في الديناميكا الكهربائية وتمت دراسة خصائصها الإشعاعية في سلسلة من الأعمال النظرية. ومع ذلك، أصبحت الدراسة التجريبية للأقطاب الحلقية الديناميكية المتعددة ممكنة فقط مع التقدم في المواد الكهرومغناطيسية الاصطناعية (المواد الخارقة)، مما أدى إلى أول ملاحظة تجريبية لثنائي القطب الحلقي، في عام 2010 في مجموعة من رنانات الموجات الدقيقة مع عناصر التماثل الحلقي.
تتطابق خصائص إشعاع المجال البعيد لثنائي القطب الحلقي الديناميكي مع خصائص ثنائي القطب الكهربائي التقليدي. ومن ثم فإن الجمع بين ثنائي القطب الحلقي الديناميكي وثنائي القطب الكهربائي يمكن أن يؤدي إلى تكوين تيار شحنة غير مشع (يسمى أنابول ديناميكي)، حيث تختفي المجالات الكهرومغناطيسية خارج المصدر، بينما يستمر جهد المتجه.
تمت ملاحظة الأنيبولات غير المشعة تجريبيًا لأول مرة في عام 2013 كذروة انتقال المادة المنظمة عند ترددات الموجات الصغرية وفي عام 2015 عند الأطوال الموجية الضوئية في الجسيمات النانوية.
تؤثر الديناميكا الكهربائية للثنائي القطب والأنيبولات الحلقية الديناميكية بشكل كبير الآن على الأبحاث في المواد الخارقة والجسيمات النانوية والبلازمونيات وأجهزة الاستشعار والليزر والتحليل الطيفي
ملحوظة: تم أيضاً إدخال مصطلحات الأقطاب الحلقية المتعددة الأقطاب "الكهربائية" و"المغناطيسية" الديناميكية. وهذا الأخير هو بالفعل جزء من التوسع القياسي متعدد الأقطاب في شكل متوسط نصف القطر المربع للأقطاب المتعددة المغناطيسية.

## أنظر أيضا
- التوسع متعدد الأقطاب
- لحظة حلقية